# 中央银行新疆省流通券
中央银行新疆省流通券是20世纪40年代新疆当局为统一新疆纸币发行权，取缔新疆省商业银行发行的新疆省币而发行的一种地名券。是中华民国中央银行发行的三种地名券之一，另外两种为“中央银行越南流通券”和 “中央银行东北九省流通券 ”。“新疆省流通券”于1945年8月28日发行，仅发行3日便停发。也因“新疆省流通券”的发行时间短，大部分已经被收缴的货币与库存的货币一起被销毁，导致该流通券在民间存世不多。“新疆省流通券”的币值是法币的5倍，与当时新疆省商业银行所发行的省币币值相同。

## 历史
1945年5月25日，主政新疆省的吴忠信借着参加中國國民黨第六次全國代表大會的机会，与时任国民政府财政部次长鲁白纯进行商议。决定为统一新疆纸币发行权，取缔新疆省商业银行发行的新疆省币而发行“中央银行新疆省流通券”。商议决定在新疆省预算确定后，于1945年8月1日起开始发行由中央银行印制的“新疆省流通券”。
1945年8月1日前，15亿元的“新疆省流通券”已被运抵新疆迪化市（今乌鲁木齐市），然而因为新疆省预算的延期，推迟至8月28日才在迪化市正式发行该“流通券”。发行当天上午，“流通券”背面维吾尔文书写的“中国突厥斯坦流通券”引起了争议，并被当局发现。于是吴忠信下令：收回已发行的“流通券”，停发未发行的“流通券”，以便研究如何补救。关于补救的方法，本是准备将有争议译文的“新疆省流通券”交由新疆省政府印刷厂涂改后发行，但这种方法每天仅能够涂改4,800张，进度过于缓慢。所以在8月30日中央银行迪化分行决定停止发行“新疆省流通券”。在发行的3天内，共流出了964万元，折合法币4,820万元的“流通券”。9月24日，迪化分行在经由中央银行总行批准后，在新疆印刷厂院内将收缴及库存的所有“流通券”销毁。
“新疆省流通券”停发后，为了维持迪化分行的业务进行，采取了不同的措施予以弥补。央行总行先后将60亿元关金券由成都拨运至迪化。除此之外，少量的本票也由迪化分行印制发行。另外，新疆印刷厂赶工印制“新疆省币”以弥补不足。为了收缴已发行的“流通券”，迪化分行在新疆日报及迪化分行门前发布公告，要求9月底之前，迪化市民直接前往分行将“流通券”兑换成“新疆省币”，其他地区的群众则可以就近向前往新疆省商业银行各分行进行兑换。
“新疆省流通券”的停发，虽然让麦斯武德宣传“中国突厥斯坦”的泛突厥主义计划落空，但也打乱了国民政府统一新疆纸币发行权的计划，中央政府只能特准新疆省商业银行将5万两黄金作为发行准备金缴存入中央银行后，在财政部下派的监理官监督之下继续发行“新疆省币”。

## 形制特征

中央银行新疆省流通券五十圆背面

“中央银行新疆省流通券”是由重庆中央印制厂制版并由中央银行迪化分行发行的。“流通券”面值有两种，分别是伍拾圆和壹百圆。之所以仅有两种大面值纸币而没有面值较小的“流通券”，是因为第一，当时新疆省商业银行发行的具有较多种辅币的省币依然在流通。第二，在“流通券”发行一始便开始在新疆发行多种面值的关金券。伍拾圆和壹百圆均为164毫米长，65毫米宽横式纸币。“流通券”正面中间上方写有“中央银行新疆省流通券”的两行汉字。纸币正面左侧为孙中山正面头像，右面则标注为面值。头像及面值上方印有冠字编码，右侧盖有“中央银行总裁”的正方体篆体字图章，对应的左侧盖有“中央银行副总裁”的正方体篆体字图章。“中华民国三十四年印”的一行汉字标注在面额下方。纸币四角印有纸币的面值。边框外侧中下方印有“中央印制厂”的五个小字。流通券”背面中央印有维吾尔文印刷体的面值大小，两侧则是阿拉伯数字50或100。正中上为由麦斯武德手写的维吾尔文（察合台文）的“中央银行”（مركز بانكاسى‬）。正中下则是维吾尔文手写体的“中国突厥斯坦流通券”。这也就是导致纸币“流通券”停发的原因所在。右侧为局长李骏耀的签名，与之对应的是左侧为副局长田福进的签名。背面四角印有该纸币的阿拉伯数字面额。